# Lebensmittelunternehmen
Als Lebensmittelunternehmen werden nach EU-Recht alle Unternehmen bezeichnet, die „eine mit der Produktion, der Verarbeitung und dem Vertrieb von Lebensmitteln zusammenhängende Tätigkeit ausführen“. 

## Art des Unternehmens
Ob die Unternehmen auf Gewinnerzielung ausgerichtet sind oder ob es sich um öffentliche oder private Unternehmen handelt, ist dabei unerheblich. Nach dieser Legaldefinition gehört auch die Urproduktion (landwirtschaftliche Betriebe) und deren Agrarproduktion sowie die Fischerei zu den Lebensmittelunternehmen ebenso wie die sich anschließenden Verarbeitungsstufen des Groß- und Lebensmitteleinzelhandels (auch Supermärkte).  

## Regelungen
Lebensmittelunternehmen haben die Normen des Lebensmittelrechts zu beachten, namentlich der Lebensmittelsicherheit und der Lebensmittelhygiene und unterliegen der amtlichen Lebensmittelüberwachung als Aufsichtsbehörde. Gemäß Verordnung (EG) Nr. 178/2002 trägt jeder Lebensmittelunternehmer auf seiner Fertigungsstufe die Verantwortung für die Lebensmittelsicherheit. Lebensmittelunternehmen müssen Produkte zu ihren Lieferanten und Kunden zurückverfolgen können (Rückverfolgbarkeit) und müssen nicht-sichere Lebensmittel vom Markt nehmen (durch Rücknahme).